# Rudolice nad Bílinou
Rudolice nad Bílinou (deutsch Rudelsdorf an der Biela auch Rudolsdorf, Rudolec, Rudoltice) ist ein Ortsteil der Stadt Most in Tschechien. 

## Geschichte
Erstmals schriftlich erwähnt wurde Rudelsdorf 1298. Bis zur Bodenreform 1848 gehörte das Dorf die meiste Zeit zum Kloster Ossegg, wurde aber zwischendurch als Lehen vergeben, darunter um 1502 an Katharina von Markersdorf, um 1504 an Klemens von Tschöppern oder um 1551 an Martin Daum. 
Im Ort gab es Mitte des 18. Jahrhunderts 8 Familien, 1833 erhöhte sich die Einwohnerzahl auf 105 und erreichte ihren Höchststand vor dem Zweiten Weltkrieg mit 1.279 Einwohnern.
Die Gemeinde im Okres Most (Bezirk Brüx) wurde am 1. April 1941 der Stadt Brüx (heute Most) als Stadtteil angeschlossen.  In der zweiten Hälfte der 1960er Jahre musste der Ort größtenteils dem Neubau des Eisenbahn- und Busbahnhofs weichen. Die Barockkapelle der Jungfrau Maria aus dem 18. Jahrhundert wurde ebenfalls abgerissen. 1991 hatte der Ort 150 Einwohner. Im Jahre 2001 bestand das Dorf aus 67 Wohnhäusern, in denen 158 Menschen lebten.